# 真白優希
真白 優希（ましろ ゆうき、2001年4月18日 - ）は、日本の女性プロレスラー。兵庫県出身。血液型A型。身長153cm、体重47kg。

## 来歴
2017年12月、高校1年生の時に父親のすすめでプロレスサークルに参加。練習生時代の名前は「ホワイト（仮）」。
2019年8月17日、アイスリボン夏祭り2019in上野「スプラッシュリボン」にてトトロさつきを相手に初のエキシビジョンマッチ。
12月31日、後楽園ホールにて行われたテキーラ沙弥引退試合にて、38人がけの37番手に同じく練習生の石川と共に登場し、公開練習として沙弥にエルボーやドロップキックを打ち込む。
2020年4月、高校卒業と同時にアイスリボンに正式に入門。
6月27日、新木場1stRING大会にてつくしを相手に入門後の初エキシビジョンマッチ。最初のヘッドロックでタップしてしまったり試合後に号泣するなどの異彩を放つ。
7月28日、アイスリボン道場にて行われた8月9日横浜文化体育館大会に向けての会見にて、文体デビューを目指していたものの怪我の影響で予定していたエキシが出来ずデビューが見送りになった旨とリングネームが「真白優希」となった事が発表された。しかし真白本人が、怪我自体は完治しているためこの場でのデビューへの査定エキシをやりたいと直訴、朝陽を相手に0-0時間切れドロー。横浜文体でのデビューが決定した。
8月9日、横浜文化体育館大会にて、第1試合の4vs4のイリミネーションマッチでデビュー。自陣の最後の一人に残るも、尾崎妹加の逆エビ固めにギブアップ。
11月16日、後楽園ホールにて開催されたアイスリボン＆Actwres girl'Z合同興行にて、OTRルールによるベテランvs若手 2vs6ハンディキャップイリミネーションマッチに若手メンバーとして参加、最終的に藤本つかさをOTRで下し勝ち残り、これが自身初の直接勝利となった。
11月29日、SKIPシティ多目的ホール大会にて世羅りさの保持するFantast ICE王座にOTRルールにて挑戦、敗北するもデビュー3ヶ月でのタイトル挑戦であった。
2022年1月16日、後楽園ホール大会にて尾崎妹加の保持するトライアングルリボン王座に挑戦し、もう1人の挑戦者・松本都から勝利して王座奪取。キャリア初タイトル戴冠を果たす。
4月15日『後楽園ホール60周年還暦祭』に6人タッグマッチで出場。
5月4日、横浜武道館大会にて山下りな・真琴というキャリアが上の2選手を相手にトライアングルリボン王座の防衛戦を行い、山下からビーナスクラッチで勝利し防衛に成功。
5月28日、横浜ラジアントホールにて、空位となっていたICE×∞王座決定トーナメントに出場。1回戦を松下楓歩と戦いこれに勝利。
6月18日、横浜ラジアントホールにてICE×∞王座決定トーナメント2回戦を真琴と戦い、ロープを脚をかけたフォールで3カウントを取り勝利、準決勝進出を決める。
6月26日、後楽園ホールにて行われたICE×∞王座決定トーナメント準決勝にて星いぶきと対戦し、掟破りのグッド・いぶニングで勝利し決勝進出。
同大会のメインで行われたICE×∞王座決定トーナメント決勝戦にて安納サオリと対戦するも敗北。
12月31日、後楽園ホール大会にて元アイスリボン所属の鈴季すず戦をもって引退した（鈴季のジャーマン・スープレックスで敗退）。平行していたアイドル活動も引退し、医療系の仕事へ進んでいる。
2023年12月31日、後楽園ホール大会の第2試合終了後スーツ姿でリングに上がり現役復帰を宣言。
2024年、1月27日後楽園ホール大会の真琴戦で現役復帰。
2月10日、道場マッチにて1年以上封印状態であったトライアングルリボン王座のベルトを持って登場。引退時に所持していたので自身はまだ王者であると主張も、団体サイドは返上・空位であるとの発表。その後もベルトを持ち出し続けるも、3月23日の後楽園ホール大会で決定戦が行われこれに勝利、改めてトライアングルリボン王者となる。
10月19日、後楽園ホールでYuuRIを破りICE×∞王座を獲得するが、試合後に「株式会社アイスリボンの五嶋一人社長と連絡が取れない」と、音信不通と給料未払いを訴える。これを契機に、芦田美歩が無期限の欠場に入り、10月30日の道場マッチで紫雷美央、咲蘭、芦田美歩、古川奈苗が12月31日をもって退団することを発表する事態に発展する。
11月1日、記者会見を開き、10月末で所属契約を解除し11月からフリーで限定参戦することを発表。
2025年1月3日、マリーゴールドに初参戦。「新春ドリーム・ランブル」でかつての後輩勇気みなみを下し優勝すると、マリーゴールド・スーパーフライ級王座を奪取したビクトリア弓月に対し初防衛戦の相手に名乗りを上げた。
2025年4月27日に行われた両国国技館「LUCHA FIESTA ESPECIAL」では6WAY戦を制し、メキシコ観光王座を獲得。

## 人物
- スポーツ歴は陸上[1]。
- 特技は缶バッジ作り[1]。会場で販売されているガチャポンの缶バッジを手作りで作成している。またその事から「ガチャ王」を名乗り、手作りベルトを所持している。
- 真白の由来は、練習生以前の職業体験の4人それぞれに藤本つかさが何色が好きか聞いて、真白が「ホワイト」と答えたことに由来する[11]。
- 現役復帰の理由として、引退後もプロレス観戦をしている中で2023年11月に開催された黒潮TOKYOジャパンの自主興行を見て「こういうお客さんを巻き込んだ試合を自分もやりたかったんだ」と思ったのがきっかけと自身のインスタライブで明かした。

## 得意技

### フィニッシュ・ホールド
さかさましろ
前屈の相手に左側から飛び乗り、そこから相手を後方に回転させて叩きつける逆打ち
2024年の現役復帰後に披露した新技で、当初は「マシロ」という名称だった
Shine White in Space
コーナートップからの側宙式ボディプレス
特盛クラッチ
松屋うのから継承
ツカドーラ
藤本つかさから継承

### 丸め込み技
マシュマロール
相手にボディスラムやファイヤーマンズキャリーに担がれたのを切り替えしてのスクールボーイ
一本背負い式エビ固め
投げ飛ばした後、上四方のようなポジションからのエビ固め
ましろろクラッチ
松本都の「みやここクラッチ」をコピーする形で使用。
その他にも、ここ一番では相手の丸め込み技をコピー（いわゆる掟破り）して使用する。
足掛け式エビ固め
各種丸め込み

### 打撃技
目突き
ドロップキック
ローリング・ソバット
膝カックン

### 飛び技
ホワイトクロスボディ
コーナーのセカンドロープに立ち、ポーズを決め「よっしゃいくぞー！ホワイトー！」の掛け声とともに飛ぶ

### 関節技、絞め技
グラウンド式フェイスロック
腕ひしぎ十字固め
三角絞め
マフラーストレッチ

## タイトル歴
アイスリボン
- ICE×∞王座 - 第39代
- トライアングルリボン王座 - 第44代・45代

マリーゴールド
- 新春ドリーム・ランブル 優勝（2025年）

## 入場曲
- マシロナヒーロー / 天体3349